# Koi-Koi
Le Koi-Koi (こいこい) est un jeu de cartes populaire au Japon qui se pratique avec les cartes Hanafuda.
Ce jeu qui se joue généralement à 2, consiste à capturer des cartes en réalisant des paires avec une carte de sa main et une carte de la rivière. Le but est de former des combinaisons appelées Yaku (役) avec les cartes capturées pour marquer des points. À chaque fois qu’un Yaku est formé, le joueur peut soit arrêter la manche en disant Game ou relancer le jeu en disant Koi-Koi (d’où le nom du jeu) avec pour objectif de former un nouveau Yaku pour marquer plus de points.
Il n'existe pas de règle officielle pour ce jeu mais la version présentée ici est une des plus jouées. Les règles optionnelles et variantes possibles sont présentées en fin d'article.

## Présentation des Cartes
Le paquet de cartes Hanafuda comporte 48 cartes. Chaque carte est affiliée à une fleur ou mois. Il y a donc 4 cartes par mois de l'année. Pour le Koi-Koi, les cartes sont réparties en 4 catégories :
- Les cartes plaines (Kasu) (24 cartes)
- Les cartes animaux / objets (Tane) (9 cartes)
- Les cartes rubans (Tan) (10 cartes)
- Les cartes Lumières (Hikari) (5 cartes)

| Mois      | Fleur                                  | Cartes | Images |
| Janvier   | Matsu (松) Pin                         | 2 plaines, 1 ruban à poésie et 1 lumière : la grue japonaise                                                       |        |
| Février   | Ume (梅) Prunier du Japon              | 2 plaines, 1 ruban à poésie et 1 animal : la fauvette japonaise sur une branche                                    |        |
| Mars      | Sakura (桜) Fleur de cerisier du Japon | 2 plaines, 1 ruban à poésie et 1 lumière : le rideau                                                               |        |
| Avril     | Fuji (藤) Glycine                      | 2 plaines, 1 ruban rouge et 1 animal : le coucou                                                                   |        |
| Mai       | Shobu (菖蒲) Iris                      | 2 plaines, 1 ruban rouge et 1 objet : le pont                                                                      |        |
| Juin      | Botan (牡丹) Pivoine                   | 2 plaines, 1 ruban violet et 1 animal : les papillons                                                              |        |
| Juillet   | Hagi (萩) Lespedeza                    | 2 plaines, 1 ruban rouge et 1 animal : le sanglier                                                                 |        |
| Août      | Susuki (薄) Miscanthus sinensis        | 2 plaines, 1 animal : oie en vol et 1 lumière : la pleine lune avec ciel rouge                                     |        |
| Septembre | Kiku (菊) Chrysanthème                 | 2 plaines, 1 ruban violet et 1 objet : la coupe de saké                                                            |        |
| Octobre   | Momiji (紅葉) Érable                   | 2 plaines, 1 ruban violet et 1 animal : le cerf sous un érable                                                     |        |
| Novembre  | Yanagi (柳) Saule                      | 1 plaine représentant la foudre (Gaji), 1 ruban rouge, 1 animal : l'hirondelle et 1 lumière : l'homme au parapluie |        |
| Décembre  | Kiri (桐) Paulownia                    | 3 plaines et 1 lumière : le phénix chinois                                                                         |        |

## Préparation

### Distribution des cartes
Le jeu se joue uniquement à deux et en douze manches, ce qui correspond aux douze mois de l’année. Mais les joueurs peuvent décider d’un autre nombre de manches (six par exemple).
Pour déterminer le premier joueur, chacun pioche une carte au hasard. Le joueur ayant la carte la plus proche du début de l’année commencera la première manche. Si les deux joueurs ont une carte du même mois, alors on tire une nouvelle carte.
Le premier joueur (appelé oya (親), ce qui signifie parent), après avoir mélangé les cartes, en distribue quatre à son adversaire, puis à lui-même, face cachée ; enfin il met quatre cartes dans la rivière face visible. Le donneur recommence pour que chaque joueur et la rivière aient huit cartes.

### Vérifications préliminaires
Avant de commencer à jouer, chaque joueur doit vérifier s'il possède l'un des deux Yaku suivants dans son jeu :
| Score | Nom des Yaku        | Cartes composant les Yaku                                 |
| ----- | ------------------- | --------------------------------------------------------- |
| 6     | Teshi (手四)        | Recevoir 4 cartes du même mois.                           |
| 6     | Kuttsuki (くっつき) | Recevoir 4 paires de cartes avec des mois correspondants. |

Si l'un des joueurs possède un Teshi (手四) ou un Kuttsuki (くっつき) dans sa main de départ, il gagne alors automatiquement la manche avec 6 points. Si l'une de ces deux combinaisons se retrouve dans la rivière, alors il y a égalité. Personne ne marque de point et on passe à la manche suivante.
À la manche suivante, l'oya (premier joueur) change et on redistribue les cartes.

## Déroulement d'un tour
À chaque tour, à commencer par le premier joueur, chacun doit effectuer les deux actions suivantes : jouer une carte de sa main puis jouer une carte de la pioche :

### Premièrement: jouer une carte de sa main
Le joueur sélectionne une carte de sa main pour créer une paire avec une carte de la rivière. Une paire est constituée par deux cartes du même mois (avec la même fleur). Dans ce cas, les deux cartes qui constituent la paire sont capturées et mises face visible devant le joueur . Elles serviront à créer des Yaku. Si deux cartes du même mois sont présentes dans la rivière, le joueur choisit librement celle qu'il veut prendre.
Exception : Si dans la rivière, il y a trois cartes du même mois et qu'un joueur pose la quatrième, il a alors le droit de prendre les quatre cartes.
Si le joueur ne peut pas ou ne veut pas créer de paire, il doit défausser face visible une de ses cartes dans la rivière. Mais si la carte défaussée permet de créer une paire, il est obligé de la capturer.

### Deuxièmement: jouer une carte de la pioche
Après avoir joué une carte de sa main, le joueur pioche une carte. Comme précédemment, si cette carte permet de créer une paire avec une carte de la rivière, il capture la paire. S'il ne peut pas créer de paire, il la pose dans la rivière.

### Troisièmement: vérifier lesYaku
Le joueur qui vient de jouer doit vérifier, parmi les cartes qu'il a capturées, s'il vient de créer ou d'améliorer un Yaku (voir section Liste des Yaku). Si aucun Yaku n'est formé ou amélioré, c'est alors à l'adversaire de jouer.
Si un Yaku a été formé ou amélioré durant le tour, le joueur peut soit arrêter la manche (Yame) pour comptabiliser ses points, soit continuer la manche (Koi-Koi) pour potentiellement doubler ses points (voir section Fin de manche). C'est alors à l'adversaire de jouer.
Le joueur peut à tout moment demander à voir les cartes capturées par son adversaire pour estimer les Yaku en préparation. Il est aussi possible et plus commode, surtout pour les débutants , de les exposer face visible tout au long de la partie.

### La rivière est à sec!
Si à un moment de la manche, il ne se trouve plus une seule carte dans la rivière, une carte de la pioche est placée dans la rivière afin de relancer la partie. Cela peut se produire autant de fois que nécessaire.

## Liste desYaku
| Score                         | Nom des Yaku                                | Cartes composant les Yaku |
| Yaku lumières (光)            | Yaku lumières (光)                          | Yaku lumières (光) |
| ----------------------------- | ------------------------------------------- | --- |
| 10                            | Gokō (五光)                                 | 5 cartes lumières |
| 8                             | Shikō (四光)                                | 4 cartes lumières sans l'homme au parapluie |
| 7                             | Ame-Shikō (雨四光)                          | 4 cartes lumières dont l'homme au parapluie |
| 5                             | Sankō (三光)                                | 3 cartes lumières sans l'homme au parapluie |
| Yaku animaux ou objets (タネ) |                                             | |
| 5+                            | Inoshikachō (猪鹿蝶)                        | Le Sanglier, le Cerf et le Papillon ; 1 point bonus pour chaque carte tane supplémentaire.                                                                       |
| 1+                            | Tane (タネ)                                 | 5 Cartes tane (animal / objet) ; 1 point bonus pour chaque carte supplémentaire.                                                                                 |
| Yaku rubans (タン)            |                                             | |
| 10+                           | Akatan, Aotan no Chōfuku (赤短・青短の重複) | Les 3 rubans à poésie rouges et les 3 rubans bleu / violet, c'est-à-dire l'ensemble des Yaku Akatan et Aotan ; ; 1 point bonus pour chaque ruban supplémentaire. |
| 5+                            | Akatan (赤タン)                             | Les 3 rubans à poésie rouges, ceux avec des inscriptions ; 1 point bonus pour chaque ruban supplémentaire.                                                       |
| 5+                            | Aotan (青タン)                              | Les 3 rubans bleu / violet ; 1 point bonus pour chaque ruban supplémentaire.                                                                                     |
| 1+                            | Tan (タン)                                  | 5 cartes rubans, peu importe leur couleur. 1 point bonus pour chaque ruban supplémentaire.                                                                       |
| Yaku Kasu (カス)              |                                             | |
| 1+                            | Kasu (カス)                                 | 10 cartes plaines normale ; 1 point bonus pour chaque plaine supplémentaire                                                                                      |
| Yaku spéciaux                 |                                             | |
| 5                             | Tsukimi-zake (月見酒)                       | Contemplation de la lune, formée par la lune et la coupe de saké. Cumulable avec Hanami-zake.                                                                    |
| 5                             | Hanami-zake (花見酒)                        | Contemplation de la fleur de cerisier, formée par le rideau et la coupe de saké. Cumulable avec Tsukimi-zake.                                                    |
| 4                             | Tsukifuda (月札)                            | Les 4 cartes du mois de la manche en cours. |

## Cartes spéciales

### La Coupe de saké
La carte Coupe de saké est une carte qui peut être utilisée à la fois pour les Yaku spéciaux, le Yaku Tane et le Yaku Kasu. Autrement dit, la Coupe de Sake peut être considérée comme une carte animal-objet et une carte plaine. Pour certaine, elle compte même pour deux plaines. Il s'agit dans cette configuration de la carte la plus puissante du jeu. Il est possible d'atténuer sa puissance de plusieurs manières :
- Jouer sans les yaku contemplations. 
- Limiter les yaku contemplations à un par manche.
- La Pluie gâche la fête : la capture d'une carte de novembre empêche la réalisation des yaku contemplations, Tsukimi-Zake et Hanami-Zake.
- En plus de cette dernière règle, il peut sembler pertinent de réévaluer les yaku Goko et Akatan Aotan No Chofuku à 15 points, pour leur donner plus d’attrait, malgré leur faible probabilité, et ainsi contrebalancer la toute-puissance de la coupe de saké. 

### Le Gaji, la carte foudre
Règle optionnelle - Le Gaji, c'est-à-dire la plaine du mois de novembre, est joué par certain comme une carte joker. Si elle est dans la rivière, cette règle est sans effet. Si elle est dans la main d'un joueur et qu'aucune carte de novembre n'a encore été jouée, elle peut servir à capturer n'importe quelle carte de la rivière. On conserve de côté le gaji et la carte capturée car à la fin de manche, le joueur ramassera l'ensemble des cartes restées dans la rivière appartenant au mois de la carte prise par la foudre. Cette règle a une bonne synergie avec celle énoncée plus haut, la Pluie gâche la fête.

## Fin de manche et calcul des points
La manche se termine lorsqu'un joueur met fin à la manche volontairement en déclarant shobu ! (jeu !), et ce après avoir réalisé ou amélioré un Yaku durant son tour. La manche peut également se terminer lorsque le premier joueur n'a plus de carte en main. Ce second cas de figure n'est pas à son avantage.
Dans le cas d'un shobu, on calcule les points du joueur qui a clos la manche ; il devient l'oya, le premier joueur, pour la prochaine manche.
Si le premier joueur tombe à court de carte, deux cas de figure se présentent : 
- S'il est le dernier joueur à avoir annoncé koi-koi, et qu'il n'a ni formé ni amélioré de yaku, ou bien qu'il n'y a eu aucun koi-koi d'annoncé durant la manche alors : la manche est considérée comme nulle. Aucun point n'est comptabilisé et le rôle de l'oya change de main.
- Si c'est son adversaire qui est le dernier joueur à avoir effectué une relance, koi-koi, c'est celui-ci qui remporte la manche : on comptabilisera donc ses points et il deviendra également le nouvel oya.
Le gagnant est celui qui totalise le plus de points à la fin des douze manches.

### Calcul des points
Le calcul des points est exclusif, c'est-à-dire que c'est le joueur qui met fin à la manche qui remporte ses points. Son adversaire ne marque aucun point. Les points d'un joueur correspondent à la somme des points rapportés par les Yaku qu'il a formés multipliée par certains multiplicateurs s'il y a lieu. 

#### Score de base
On comptabilise les meilleurs Yaku formés de chacune des quatre catégories (lumières, rubans, animaux/objets, plaines) auxquels on ajoute les yaku spéciaux. Certaines cartes peuvent donc rentrer dans la composition de plusieurs Yaku ; c'est principalement le cas de la coupe de saké.

#### Multiplicateurs
Les multiplicateurs sont au nombre de quatre, chacun permet de doubler son score.
1. Le sept de la chance : si le score de base du joueur est égal ou excède 7, le score du joueur est doublé.
2. Koi-Koi : si le joueur a fait un koi-koi durant la manche, le score est à nouveau doublé. Ce bonus n'est valable que pour le premier Koi-Koi.
3. Contrer un sept de la chance : si l'adversaire totalise un score de 7 ou plus, le score est doublé
4. Contrer un Koi-Koi : si l'adversaire a déclaré un koi-koi durant la manche, le score est doublé.

### Exemples de calcul de points
Exemple 1: Le joueur fait un Sankô, puis relance (Koi-Koi), il fait un Tan, puis relance (Koi-Koi), enfin fait un Tsukimi-Zake et arrête la manche (Game). Les points sont calculés en fin de manche de la façon suivante.
| Type de point           | Calcul                                  | Points    |
| ----------------------- | --------------------------------------- | --------- |
| Sankô                   | 3 cartes lumières                       | 5 points  |
| Tan                     | 5 rubans                                | 1 points  |
| Tsukimi-Zake            | La lune et la coupe de saké             | 5 points  |
| Total                   | Base de calcul pour les multiplicateurs | 11 points |
| Bonus sept de la chance | Le score est doublé.                    | x 2       |
| 1er Koi-Koi             | Le score est à nouveau doublé.          | x 2       |
| 2e Koi-koi              | Ne rajoute pas de point                 |           |
| Total                   |                                         | 44 points |

Exemple 2 : L'adversaire fait dans le même tour un Aotan (5 points) et un Kasu de 11 cartes (1 + 1 points). Il a 7 points mais décide de relancer (Koi-Koi). Le joueur réussit un InoShikaCho et stoppe la partie (Game).
| Type de point                  | Calcul                              | Points    |
| ------------------------------ | ----------------------------------- | --------- |
| InoShikaCho                    | Le sanglier, Le cerf et le papillon | 5 points  |
| Total                          |                                     | 5 points  |
| Bonus contre sept de la chance | Le score est doublé.                | x 2       |
| Bonus contre koi-koi           | Le score est à nouveau doublé.      | x 2       |
| Total                          |                                     | 20 points |

## Quelques variantes possibles
Certaines règles changent selon les régions, voici un aperçu des variantes possibles :
- Quelques variantes ont déjà été données dans la section cartes spéciales, concernant notamment la coupe de saké et la carte foudre. La plaine sur fond jaune est parfois considérée comme valant deux plaines.
- Oyaken, désigne la règle selon laquelle en cas d'égalité, le donneur marque 1 point.
- Certains ne jouent pas avec les Yaku spéciaux, cela rend le jeu plus simple et moins stratégique, notamment plus adapté pour les enfants.
- Certains jouent sans multiplicateurs de points (c'est le cas de la plupart des applications mobiles, même japonaises).
- Au lieu de douze manches, on peut définir un nombre de points à atteindre. Chaque joueur a un stock de 200 points (50 sans les multiplicateurs) et chaque fois qu'un joueur marque des points, l'adversaire les soustrait à son stock de points. Le premier arrivé à 0 a perdu.
- Dans certaines règles et applications mobiles, les Yaku de 5 points sont revalorisés à 6 points. (Cette règle est à éviter lorsque l'on joue avec le sept de la chance car il devient trop faciles à obtenir).

L'adoption ou non de certaine règle permet une plus ou moins grande part de hasard dans le jeu : en l'absence de règles officielles, les joueurs sont à même de faire leur propre mixte selon leur préférence !

## Dans la culture populaire
Le Koi-Koi joue un rôle majeur dans le film d'animation japonais Summer Wars. Il fait également partie de la compilation 42 jeux indémodables. Les jeux vidéo Yakuza, Way of the Samurai 4, et Sakura Wars incluent des références au Koi-Koi.

### Autres sources
(fr) Règles éditées par Robin Red Games